# Коли ми були на війні…
«Коли ми були на війні…»  (рос. Когда мы были на войне), авторська назва «Пісенька гусара» — вірш Давида Самойлова, який увійшов до його збірки віршів 1981—1985 років «Голоси за пагорбами». Було покладено музику Віктором Столяровим, який прочитав його у журналі «Огонек». Пісня набула популярності як старовинна козацька.
Когда мы были на войне,

Когда мы были на войне,

Там каждый думал о своей

Любимой или о жене.

И я бы тоже думать мог,

И я бы тоже думать мог,

Когда на трубочку глядел,

На голубой её дымок.

## Сюжет
Текст вірша, стилізований під народну пісню, є внутрішнім монологом бійця-кавалериста, в заголовку названого гусаром, хоча ніщо в тексті на його приналежність до конкретного виду кінноти не вказує, немає в ньому і точних історичних маркерів. Під час перекуру, за показною байдужістю, він приховує сильний душевний біль, пов'язаний зі зрадою коханої. Він шукає загибелі в бою, чекає на неї, як позбавлення від цього страждання .

## Особливості поетики
Поет Станіслав Мінаков, аналізуючи вірш, звертає увагу, що єдине слово, яке автор вживає в зменшувально-пестливій формі — це «рос. трубочка», на яку ліричний герой, який відчуває себе покинутим і перебуває в екстремальних умовах війни, переносить всю свою ніжність (у козацьких варіантах до трубочки також нерідко приєднується «рос. табачок»). Мінаков вказує на спорідненість цієї деталі з архетипічним образом козака, який «проміняв жінку на тютюн та люльку» й на цілу низку віршованих та пісенних текстів, де куріння грає подібну роль, від знаменитої пісні часів Великої вітчизняної війни «Давай закуримо» до ГУЛАГівського «Недовірка» Юза Олешковського.

## Критика вірша
Поет Дмитро Сухарєв вважав вірш невдалою спробою стилізації під старовинну солдатську пісню, протиставляв йому фронтові пісні Льва Толстого, що «йшли в народ», звернувши увагу на «ріжучі слух» усічення останнього рядка в четвертій і п'ятій строфах вірша і незвичайне «лгала» (а не «врала»)  .
Втім, не розуміє сенсу усічення строф й Станіслав Мінаков, висловлюючи припущення, що таким чином поет хотів урізноманітнити ритміку вірша (що для Давида Самойлова досить незвичайно) або таким чином висловити душевний надрив свого ліричного героя (що у нього в даному випадку не надто вийшло) . Мінаков також пише, що деякі читачі та слухачі бачать у рядку «[про] кохану або про дружину» непотрібне протиставлення цих двох понять  .

Письменник Юрій Милославський проводить паралелі між «гусарським» віршем Самойлова та «Заповітом» Лермонтова, що починається з рядків
Віч-на-віч, брате,

я б хотів З тобою говорить:

На світі, кажуть, мало днів

Мне остается жить!
й завершується проханням вмираючого офіцера, розповісти про його смерті дівчині, яка швидше за все про нього навіть не спитає .

## Пісня
Пісня відома у виконанні Пелагеї, Кубанського козачого хору, ансамблю «Козаче коло»  та інших. На диску, що вийшов в 2009 році в серії «Антологія однієї пісні», вона записана в 47 варіантах .